# 7digital
7digital（セブン・デジタル）は、DRMなしMP3音楽ファイルの有料音楽配信サイト。ワーナー・ミュージック・グループがヨーロッパの一部の国（イギリス、アイルランド、スペイン、フランス、ドイツ）で展開している。